# Regione Metropolitana di Natal
La regione metropolitana di Natal è l'area metropolitana di Natal, nel Rio Grande do Norte, in Brasile.

## Comuni
Comprende 8 comuni:
- Natal
- Parnamirim
- São Gonçalo do Amarante
- São José de Mipibu
- Ceará-Mirim
- Extremoz
- Macaíba
- Nísia Floresta